# Eustachy II z Boulogne
Eustachiusz II (ur. ok. 1015–1020, zm. 1088 lub 1093) – hrabia Boulogne od 1049 i Lens od 1054.
Był najstarszym synem Eustachego I i jego żony Matyldy. Po śmierci ojca w 1049 roku został hrabią Boulogne.
Podczas podboju Anglii przez Wilhelma opowiedział się po stronie najeźdźców i wziął udział w bitwie pod Hastings.
Rok później, w 1067, wziął udział w krótkotrwałej rebelii, kiedy to podjął nieudaną próbę zdobycia zamku w Dover. Został za to przejściowo ukarany przez króla Wilhelma, lecz szybko powrócił do łask.
Żonaty z Godą, córką króla Anglii Ethelreda II i siostrą Edwarda Wyznawcy.
Ojciec z drugiego małżeństwa z Idą Lotaryńską (córką księcia lotaryńskiego Gotfryda Brodatego): Eustachego III, hrabiego Boulogne, Gotfryda, księcia Lotaryngii i Obrońcy Grobu Świętego w latach 1098–1100 oraz Baldwina I, króla Jerozolimy  w latach 1100–1118.

## W kulturze

### Filmy
- W filmie Lady Godiva z 1955 w Eustachego wcielił się Leslie Bradley[2].
- Postać Eustachego pojawiła się również w jednym z odcinków serialu BBC Theatre 625, gdzie zagrał go Joby Blanshard[3].

### Gry wideo
W serii gier wideo Crusader Kings jednym z grywalnych władców jest Eustace de Boulogne, przedstawiony jako hrabia Boulogne.